# Маслоу, Вилл
Вилл Маслов (Уилл Маслоу, англ. Will Maslow) (23 сентября 1907, Киев — 23 февраля 2007, Нью-Йорк) — американско-еврейский общественный деятель. Президент Американского еврейского конгресса (1960—1972).

## Биография
Родился в семье Саула Маслова и Райсы Мунвес. Эмигрировал с семьёй в 1911 году в Нью-Йорк.
Окончил Университет Корнелл и юридический факультет Колумбийского университета.
После короткой частной практики стал юридическим консультантом Национальной Комиссии по трудовым отношениям. Боролся за ликвидацию барьеров для негров, евреев и других меньшинств в Америке в сфере трудовых отношений, образования и гражданских прав.
Участвовал в организации Марша за гражданские права Мартина Лютера Кинга в 1968 г.
В Американском Еврейском Конгрессе создал юридическую службу под названием «Комиссия по законам и гражданскому действию» (англ. Commission for Law and Civil action)
B (1960—1972) Президент АЕК. До 1980 — член правления.
Участвовал в борьбе против арабского бойкота Израиля в 1970-х гг.
Вилл Маслов — племянник Полы Бен-Гурион, жены первого главы правительства Израиля.